# Tularemie

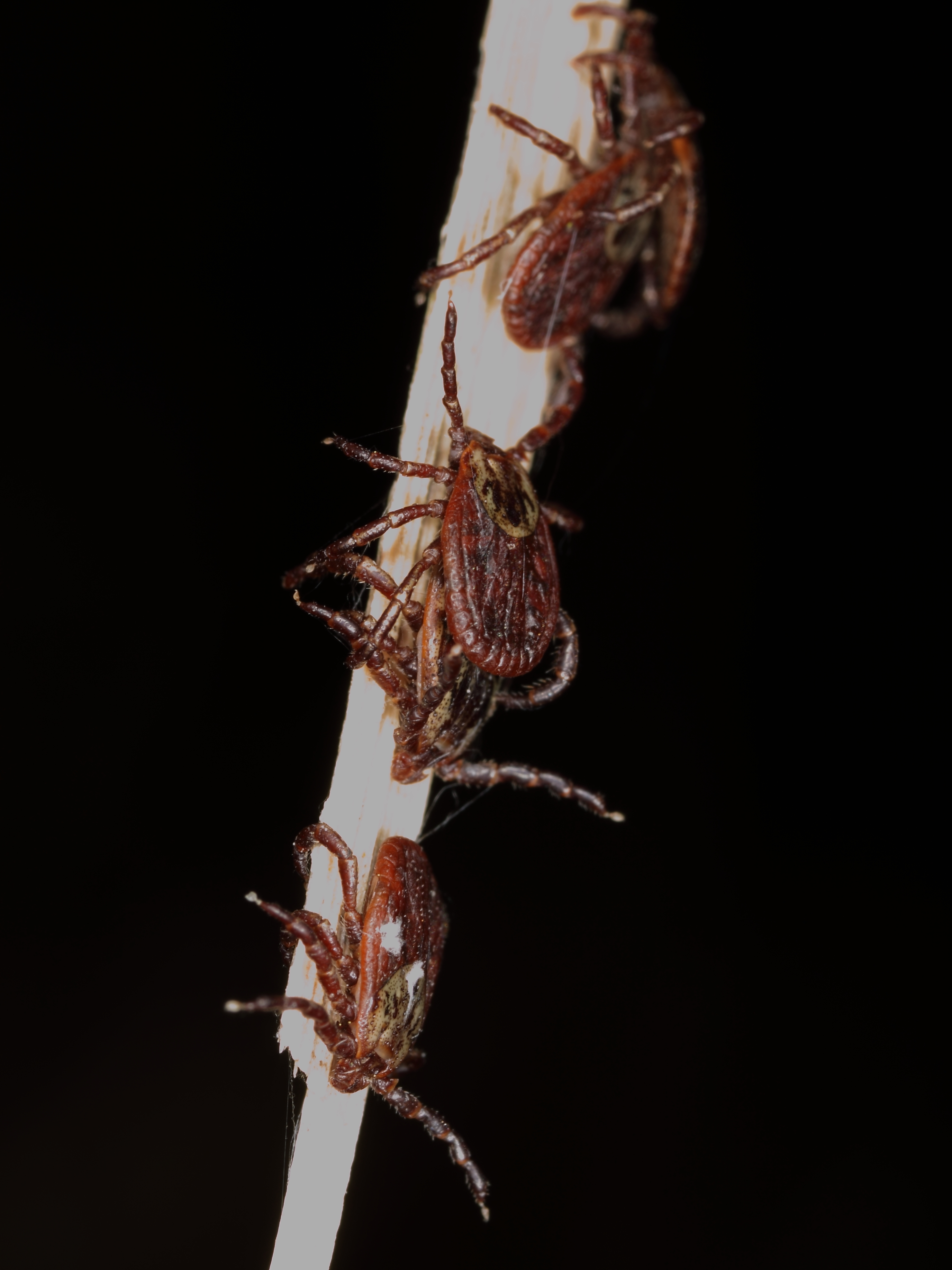
Schapenteek die de besmetting overdraagt

Tularemie of hazenpest, ook bekend als de konijnenkoorts, is een bacteriële zoönose die wordt veroorzaakt door de bacterie Francisella tularensis en komt voor op het noordelijk halfrond. Het is een besmettelijke ziekte die bij de mens zeldzaam is maar wel gevaarlijk.

## Bacterie
De verwekker van de ziekte is de bacterie Francisella tularensis die in 1912 voor het eerst beschreven is en vernoemd werd naar het district Tulare in Californië. De bacterie kent vier ondersoorten waarvan de holarctica in Europa voorkomt. Zij komt vooral voor bij knaagdieren en haasachtigen, maar ook bij vogels en insecten, bij zoogdieren en ongewervelde soorten. Insecten zoals teken, muggen en dazen kunnen de bacterie overbrengen op de mens. Een belangrijke vector is de schapenteek. De bacterie wordt gerekend tot de meest gevaarlijke soorten. Op laboratoria waar men met deze bacterie werkt gelden de hoogst mogelijke veiligheidseisen. Er zijn slechts enkele bacteriën nodig om de mens te besmetten waardoor zij kandidaat is voor biologische oorlogsvoering.

## Besmetting
Incidenteel raken mensen besmet, rechtstreeks door contact met besmettingsbronnen van dierlijke oorsprong of indirect via vliegen en teken, via oppervlaktewater of door het eten van besmet wild dat niet goed gegaard is. Behalve incidenteel komt tularemie ook epidemisch voor. Besmettingen van mens op mens zijn niet bekend. In het verleden zijn epidemieën voorgekomen op Martha's Vineyard.
In Duitsland, Scandinavië, Hongarije komt meer tularemie voor dan in Nederland. Sinds 2011 werd een klein aantal besmettingen bij hazen en mensen gemeld in Nederland. De ziekte wordt gezien als een re-emerging zoonose want de laatste besmetting daarvoor in Nederland dateert uit 1953, toen nagenoeg een geheel gezin besmet werd, waarschijnlijk na het eten van een onvoldoende doorbakken besmette haas.

### Toename aantal gevallen
De laatste 20 jaar heeft de ziekte zich in Europa uitgebreid. In Finland en Noord-Spanje gaat men uit van een mogelijk verband tussen het toenemen van besmetting en de populatietoename van veldmuizen. In Nederland houdt men ook rekening met de mogelijkheid van dit verband. Sinds januari 2014 is het aantal gemelde gevallen opvallend toegenomen. Inmiddels komt de besmetting in meer dan de helft van de Nederlandse provincies voor. In Zuidwest-Friesland werden in de periode van februari tot mei 2015 elf hazen positief bevonden met de bacterie Francisella tularensis, de veroorzaker van de hazenpest. Daarnaast nog eens drie losse gevallen, Zuid-Friesland in februari, Overijssel in maart en Gelderland in juni. In januari 2016 is een verdachte haas aangeboden bij het Dutch Wildlife Health Centre (DWHC) waarvan na onderzoek door het Central Veterinary Institute (CVI) in Lelystad vastgesteld is dat hij inderdaad besmet was.
Belangrijke risicogroepen zijn mensen en dieren die veel in contact komen met in het wild levende dieren. Personen en dieren kunnen besmetting oplopen door een insecten- of tekenbeet, of contact met oppervlaktewater en het eten van besmet wild dat onvoldoende verhit is. (Jacht)honden zijn relatief resistent, zij zijn bij besmetting hooguit wat sloom en tonen weinig eetlust. Met name jagers vormen een extra risicogroep omdat zij op verschillende manieren besmet kunnen raken. Behalve de genoemde besmettingen lopen zij risico bij het ontweiden en slachten van besmette hazen door bijvoorbeeld een open wond(je). Ook bij het afspuiten van besmet wild, waarbij zij druppeltjes inademen (aerosolbesmetting). 

## Verschijnselen bij de mens
Bij de mens is tularemie een soms zeer ernstige ziekte, die in 1-5% dodelijk verloopt. Patiënten hebben vaak opgezette lymfeklieren en zweren op de huid. Ook kan de bacterie oogontstekingen, diarree en longontstekingen veroorzaken.
Het ziektebeeld is afhankelijk van de besmettingsroute. Als de bacterie het lichaam is binnengedrongen via de luchtwegen dan zal dit meestal resulteren in een longontsteking (pneumonische vorm). Als de bacterie is binnengedrongen via een defect in de huid dan zullen plaatselijke zweren en opgezette, mogelijk abcederende, lymfeklieren het gevolg zijn (ulceroglandulaire vorm). Als er wel sprake is van een regionale lymfeknoop maar er geen zichtbare huidverwonding is dan spreekt men van een glandulaire vorm. Bij het eten van besmet vlees of het drinken van besmet water dan kan ontsteking van keel- en mondholte ontstaan (oropharyngeale vorm). Bij besmetting via de oogslijmvliezen ontstaat een zweer aan de binnenkant van het ooglid (oculoglandulaire vorm). De ziekte kan voor de mens dodelijk zijn maar is met antibiotica goed te behandelen, mits de antibiotica tijdig wordt gegeven.